# Kabinett Inukai
Das Kabinett Inukai (jap. 犬養内閣, Inukai naikaku) regierte das Kaiserreich Japan unter Premierminister Inukai Tsuyoshi vom 13. Dezember 1931 bis zum 26. Mai 1932.

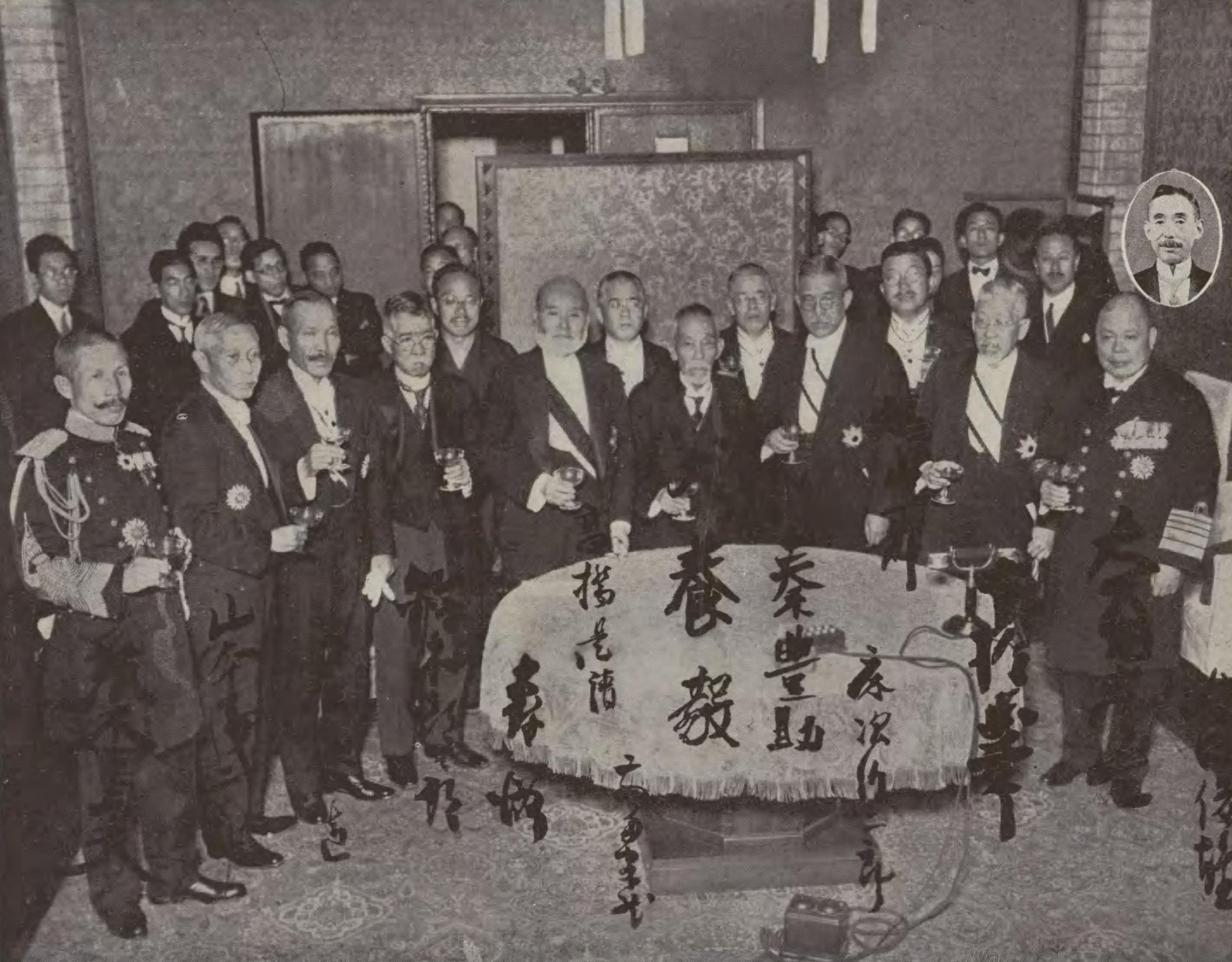
Stehend von links: Araki Sadao, Yamamoto Teijirō, Mitsuchi Chūzō, Suzuki Kisaburō, Mori Kaku, Takahashi Korekiyo, Maeda Yonezō, Inukai Tsuyoshi, Hata Toyosuke, Tokonami Takejirō, Hatoyama Ichirō, Nakahashi Tokugorō, Ōsumi Mineo; Aufnahme vom 13. Dezember 1931

Nach dem Scheitern der Minseitō-Kabinette von Hamaguchi Osachi und Wakatsuki Reijirō nominierte der letzte Genrō Saionji Kimmochi mit Inukai, der seit 1929 das (Rikken) Seiyūkai führte, noch einmal einen Parteipolitiker als Nachfolger. Der Shōwa-Tennō (Hirohito) ernannte Inukai am 13. Dezember 1931.
Sofort nach Amtsantritt leiteten Inukai und der erfahrene Finanzminister Takahashi Korekiyo Schritte zur Lösung des Yen vom Goldstandard ein, um die durch die Goldbindung und die Minseitō-Sparpolitik verschärften Auswirkungen der Weltwirtschaftskrise zu bekämpfen. Auch um eine Lösung der Krise auf dem Festland bemühte sich das neue Kabinett: Mit Generalleutnant Araki Sadao als Heeresminister gehörte ein Ultranationalist dem Kabinett an; zwar akzeptierte Inukai die geschaffenen Fakten in der Mandschurei, versuchte aber wie seine Vorgänger, mäßigend auf das Militär einzuwirken, und durch Verhandlungen mit Chiang Kai-Sheks Regierung über eine bilaterale Lösung eine Ausweitung des Krieges zu verhindern – vergeblich: Anfang 1932 weiteten sich die Kämpfe vorübergehend auf Shanghai aus.
Inukai ließ nach Amtsantritt das Shūgiin, das Unterhaus des Reichstages, auflösen. Er regierte mit einem reinen Seiyūkai-Kabinett, und die Minseitō hatte dort seit den letzten Wahlen eine klare Mehrheit. Am 20. Februar fand die Shūgiin-Wahl 1932 statt, bei der das Seiyūkai 301 der 466 Sitze gewann. Im Wahlkampf wurde Inoue Junnosuke (Minseitō), Vorgänger Takahashis als Finanzminister, ermordet. Einige Wochen später wurde Dan Takuma ermordet, der Chef des Mitsui-Zaibatsu (三井財閥; nach der Zerschlagung ohne Konzernitegration als Mitsui Group lose verbunden). Beide Attentate hatte die später Ketsumeidan (血盟団, etwa „Bluteidgruppe“) genannte Gruppe ausgeführt: Auf ihrer Liste geplanter Opfer standen Großindustrielle und liberale Politiker, darunter auch Inukai und Wakatsuki.
Im „5/15–Zwischenfall“, dem Putschversuch von Offizieren der Kaiserlichen Marine am 15. Mai, wurde Inukai in der Residenz (kōtei) des Premierministers ermordet. Das Amt übernahm geschäftsführend Finanzminister Takahashi. Inukais Nachfolger als Seiyūkai-Vorsitzender wurde Suzuki Kisaburō. Saionji Kimmochi verband eine langgehegte Feindschaft mit Suzuki, anderseits konnte er der gescheiterten Minseitō, die gerade auch die Unterhauswahlen verloren hatte, nicht schon wieder die Regierung übertragen. Mit Admiral Vizegraf Saitō Makoto entschied er sich für einen Militär, der den Parteipolitikern ebenso fernstand wie den radikalen Offizieren. Der Tennō folgte der Empfehlung: Am 26. Mai wurde Saitō zum Premierminister ernannt. Das Kabinett Saitō konnte zwar die innenpolitische Lage etwas stabilisieren, sein Antritt beendete aber endgültig die Phase ziviler Parteienregierungen, die sogenannte „Taishō-Demokratie“.

## Staatsminister
| Amt                                     | Name                                  | Kammer (Wahlkreis/Methode) | Fraktion/Partei |
| --------------------------------------- | ------------------------------------- | -------------------------- | --------------- |
| Premierminister                         | Inukai Tsuyoshi † 15. Mai 1932        | Shūgiin (Okayama 2)        | Seiyūkai        |
| Außenminister                           | Inukai Tsuyoshi                       | Shūgiin (Okayama 2)        | Seiyūkai        |
| Außenminister                           | Yoshizawa Kenkichi ab 14. Januar 1932 | Kizokuin (Ernennung)       |                 |
| Innenminister                           | Nakahashi Tokugorō                    | Shūgiin (Ishikawa 1)       | Seiyūkai        |
| Innenminister                           | Inukai Tsuyoshi ab 16. März 1932      | Shūgiin (Okayama 2)        | Seiyūkai        |
| Innenminister                           | Suzuki Kisaburō ab 25. März 1932      | Kizokuin                   | ?/Seiyūkai      |
| Finanzminister                          | Vizegraf Takahashi Korekiyo           |                            |                 |
| Heeresminister                          | Generalleutnant Araki Sadao           | –                          | –               |
| Marineminister                          | Admiral Ōsumi Mineo                   | –                          | –               |
| Justizminister                          | Suzuki Kisaburō                       | Kizokuin                   | ?/Seiyūkai      |
| Justizminister                          | Kawamura Takeji ab 25. März 1932      | Kizokuin (Ernennung)       |                 |
| Kultusminister                          | Hatoyama Ichirō                       | Shūgiin (Tokio 2)          | Seiyūkai        |
| Minister für Landwirtschaft und Forsten | Yamamoto Teijirō                      | Shūgiin (Niigata 1)        | Seiyūkai        |
| Minister für Industrie und Handel       | Maeda Yonezō                          | Shūgiin (Tokio 6)          | Seiyūkai        |
| Kommunikationsminister                  | Mitsuchi Chūzō                        | Shūgiin (Kagawa 2)         | Seiyūkai        |
| Eisenbahnminister                       | Tokonami Takejirō                     | Shūgiin (Kagoshima 1)      | Seiyūkai        |
| Kolonialminister                        | Hata Toyosuke                         | Shūgiin (Saitama 1)        | Seiyūkai        |

## Andere Positionen
| Amt                              | Name           | Kammer (Wahlkreis/Methode) | Fraktion |
| -------------------------------- | -------------- | -------------------------- | -------- |
| Leiter des Kabinettssekretariats | Mori Kaku      | Shūgiin (Tochigi 1)        | Seiyūkai |
| Leiter des Legislativbüros       | Shimada Toshio | Shūgiin (Shimane 2)        | Seiyūkai |